# 庫班體育場
庫班體育場（俄语：«Кубань»）是位於俄羅斯克拉斯諾達爾的一個體育場，現在是克拉斯諾達爾庫班足球俱樂部和克拉斯諾達爾足球俱樂部的主場球場，可以容納35,200名觀眾。庫班體育場開幕於1960年10月30日，開幕當時可以容納20,000人。

## 外部連結
- Kuban Stadium picture
- Kuban Stadium （俄文）